# Aron Stazić
Aron Stazić (* 22. September 2007) ist ein österreichisch-deutscher Basketballspieler.

## Laufbahn
Der Sohn einer deutschen Mutter und des ehemaligen Basketballspielers Stjepan Stazic spielte in der Jugend des von seinem Vater und seinem Onkel geleiteten Vereins BC Vienna sowie ebenfalls in Wien im Nachwuchs des Vereins Basket 2000.
In der Saison 2023/24 gab er in der Herrenmannschaft der Wiener seinen Einstand in der österreichischen Superliga.

### Nationalmannschaft
2024 wurde Stazić von Bundestrainer Dirk Bauermann in die deutsche U17-Nationalmannschaft berufen.